# Cerapachys peringueyi
Cerapachys peringueyi är en myrart som först beskrevs av Carlo Emery 1886.  Cerapachys peringueyi ingår i släktet Cerapachys och familjen myror. Inga underarter finns listade i Catalogue of Life.